# Imperiul din Atlantic City
Imperiul din Atlantic City (în engleză Boardwalk Empire) este un serial american creat de Terence Winter. Acțiunea se concentrează pe Nucky Thompson, interpretat de Steve Buscemi, un om politic corupt din perioada Prohibiției. Pentru interpretarea sa, Steve Buscemi a câștigat numeroase premii, inclusiv Globul de Aur. Episodul pilot a fost regizat de Martin Scorsese (câștigând totodată și un premiu Emmy) care a fost producător executiv al serialului alături de Mark Wahlberg.

## Personaje și distribuție

### Personaje principale și secundare
- Steve Buscemi: Enoch "Nucky" Thompson
- Michael Pitt: Jimmy Darmody
- Kelly Macdonald: Margaret Thompson
- Michael Shannon: Nelsom Van Alden/George Mueller
- Shea Whigham: Elias Thompson
- Alekso Palladino: Angela Darmody
- Michael Stuhlbarg: Arnold Rothstein
- Stephen Graham: Al Capone
- Vincent Piazza: Lucky Luciano
- Paz de la Huerta: Lucy Danziger
- Michael K. Williams: Albert "Chalky" White
- Anthony Laciura: Edward Anselm "Eddie" Kessler
- Paul Sparks: Mieczyslaw "Mickey Doyle" Kuzik
- Dabney Voleman: Commodore Louis Kaestner
- Jack Houston: Richard Harrow
- Gretchen Mol: Gillian Darmody
- Charlie Cox: Owen Sleater
- Bobby Cannavale: Gyp Rosetti
- Ron Livingston: Roy Phillips
- Jeffrey Wright: Dr. Valentin Narcisse
- Ben Rosenfeld: Willie Thompson

### Personaje recurente
- Greg Antonacci: Johnny Torrio
- Anatol Yusef: Meyer Lansky
- Michael Zegen: Bugsy Siegel
- Ivo Nandi: Joe Masseria
- Kevin O'Rourke: Edward L. Bader
- Erik laRay Harvey: Dunn Purnsley
- Geoff Pierson: Walter Edge
- Heather Lind: Katy
- Dominic Chianese: Leander Whitlock
- Julianne Nicholson: Esther Randolph
- Peter Van Wagner: Isaac Ginsburg
- David Aaron Baker: Bill Fallom
- Stephen Root: Gaston Means
- Brian Geraghty: James Tolliver
- Stephen DeRosa: Eddie Cantor
- James Cromwell: Andrew W. Mellon
- Christopher McDonald: Harry Daigherty
- William Forsythe: Manny Horvitz
- Erik Weiner: Eric Sebso
- William Hill: George O'Neil
- Robert Clohessy: Jim Neary
- Max Casella: Leo D'Alessio
- Edoardo Ballerini: Ignatius D'Alessio
- Nick Sandow: Waxey Gordon
- Billy Magnussen: Roger McAllister
- Meg Chambers Steedle: Lillian "Billie" Kent
- Eric Ladin: J. Edgar Hoover
- Wrenn Schmidt: Julia Sagorsky
- Natalie Wachen: Leonore White
- Nisi Sturgis: June Thompson
- Chris Caldovino: Tonino Sandrelli
- Adam Mucci: Jollaran
- Christiane Seidel: Sigrid Mueller
- Joseph Aniska: Stan Sawicki
- Glenn Flesher: George Remus
- Margot Bingham: Daughter Maitland
- Tracy Middendorf: Babbette
- Domenick Lombardozzi: Ralph Capone
- Morgan Spector: Frank Capone
- Will Janowitz: Hymie Weiss